# Yahya Khan
Agha Muhammad Yahya Khan (urdu: آغا محمد یحیی خان‎, bengali: আগা মুহাম্মদ ইয়াহিয়া খান) (Chakwal, 4 de fevereiro de 1917 – Rawalpindi, 10 de agosto de 1980), popularmente conhecido como Yahya Khan foi um general de quatro estrelas e político paquistanês, que serviu como o terceiro presidente de seu país de 1969 até a Guerra de Independência de Bangladesh, Paquistão Oriental, com a derrota na Guerra Indo-Paquistanesa de 1971.
Serviu com distinção como oficial do Exército da Índia Britânica na Segunda Guerra Mundial, Yahya optou pelo Paquistão em 1947 e se tornou um dos primeiros oficiais locais do exército no país. Após ajudar a conduzir a Operação Grande Batida durante a Guerra Indo-Paquistanesa de 1965, Yahya foi condecorado general em 1966. Nomeado para suceder o presidente Ayub Khan em 1969, Yahya dissolveu o governo e declarou lei marcial pela segunda vez na História do Paquistão. Ele conduziu as primeiras eleições livres do Paquistão em 1970, na qual a Liga Popular de Bangladesh (Liga Awani), de Mujibur Rahman, venceu no Paquistão Oriental. Seguido de Zulfikar Ali Bhutto, cujo partido venceu as eleições no Paquistão Ocidental, mas não teve votos suficientes, Yahya negou-se a dar o poder ao Sheikh Mujibur Rahman. Com isso, ocorreu uma guerra civil em todo o Paquistão Oriental. Yahya iniciou a Operação Holofote para acabar com a rebelião.
Algumas reportagem falam sobre genocídio cometido pelo exército paquistanês contra os civis bengali, e sobre os contra-ataques aos biharis e a simpatizantes paquistaneses dos insurgentes Mukti Bahini. Em dezembro de 1971, as tensões regionais resultaram na Guerra Indo-Paquistanesa de 1971, com a intervenção indiana do lado dos combatentes Bengali. O Paquistão foi derrotado em 16 de dezembro de 1971, com menos de 45.000 dos oficiais do exército em Daca tendo se tornado prisioneiros de guerra, e com o Paquistão Oriental se tornando Bangladesh. Yahya abriu mão da presidência, a deu para Bhutto e deixou de ser o chefe do exército.
Como o novo presidente, Bhutto retirou de Yahya todas as condecorações militares anteriores e o deixou sob prisão domiciliar pela maior parte da década de 1970. Yahya permaneceu sob prisão domiciliar até 1979, quando foi libertado da custódia pela lei marcial administrada pelo General Fazle Haq. Ele permaneceu fora dos eventos públicos e morreu em 10 de agosto de 1980, no Rawalpindi, Panjabe, Paquistão.

## Juventude
Agha Muhammad Yahya Khan nasceu em Chakwal, Panjabe, Índia britânica, em 4 de fevereiro de 1917, de acordo com referências escritas por recursos russos. Ele e sua família eram de origem Pachtun.
Poucos paquistaneses sabiam alguma coisa sobre Yahya Khan quando ele chegou à presidência. O atarracado, espesso-de-sobrancelha Pachtun era o chefe do Exército desde 1966.
—Editorial, Time, 2 de agosto de 1971

## Carreira Militar
Yahya Khan foi comissionado da Academia Militar Indiana em Dehradun em 15 de julho de 1939. Um oficial de infantaria do 4/10° regimento de Baluch (4 ou 10 batalhão de Baluch), Yahya entrou em ação durante a Segunda Guerra Mundial na África Setentrional, onde ele foi capturado pelas Forças do Eixo em junho de 1942 e feito prisioneiro em um campo de guerra na Itália de onde ele escapou na terceira tentativa.

### Guerra de 1965 e general
Depois da Segunda Guerra Mundial, em 1947, ele decidiu se juntar ao Exército do Paquistão. Aos 34 anos, ele foi promovido a Brigadeiro e comandou a "Brigada 105 Independente"  que era posta na região do cessar-fogo da Linha de Controle em Jammu e Caxemira em 1951-1952. Ele era descrito como um "Soldado Alcoólatra" que gostava tanto de suas mulheres (prostitutas) quanto de seu vinho; Entretanto ele era um soldado profissional. Mais tarde Yahya, como Chefe do gabinete do General, ele foi selecionado para liderar o plano de fronteira do exército pelo presidente Ayub para modernizar o exército do Paquistão em 1954-57. Yahya também co-fundou a Command and Staff College em Quetta, Baluchistão. Ele ajudou o presidente Ayub Khan nas eleições presidenciais de 1965 contra Fátima Jinnah. Em reconhecimento disso, ele foi promovido a Major-General e foi GOC da sétima divisão do exército do Paquistão, que ele comandou na Guerra contra a Índia em 1965. Com essa missão, ele não foi instrumental em planejar e executar a operação e infiltração militar, Grande batida, que falhou miseravelmente, devido a decisão do general Yahya de mudar a decisão do comandante, o exército indiano cruzou a fronteira e seguiu para Lahore.
Mesmo com a falha, Yahya foi promovido a general-assistente depois que os seus papéis de promoção foram aprovados pelo presidente Ayub Khan em 1966. Ele foi nomeado general do exército afegão em março de 1966. Com essa promoção, Yahya Khan ultrapassou dois de seus senhores: os generais assistentes Altaf Qadir e Bakhtiar Rana.
Yahya começou a reorganizar o exército paquistanês em 1965. A situação do exército após 1965 foi de grande organização assim como mudanças técnicas no exército paquistanês. Até 1965 foi pensado que as divisões poderiam funcionar efetivamente enquanto recebia ordens diretas do principal quartel general do exército. Essa ideia falhou na guerra de 1965 e a necessidade de bases militares intermediárias entre o principal quartel general e as divisões de combate foi reconhecida como uma necessidade principal após a guerra de 1965. Na guerra de 1965 o exército paquistanês tinha apenas um quartel general.
Logo após o início da guerra, os Estados Unidos impôs um embargo a ajuda militar a Índia e ao Paquistão. Esse embargo não afetou o exército indiano, mas produziu grandes mudanças na composição técnica exército paquistanês. O Secretário de Estado dos Estados Unidos, Dean Rusk, resumiu bem isso quando declarou: " Bem, se vocês vão lutar, vão em frente e lutem, mas nós não pagaremos por isso".

## Presidente do Paquistão
Ayub Khan foi o Presidente do Paquistão pela maior parte da década de 1960, mas durante o fim da década, o ressentimento popular aumentou contra ele. O Paquistão caiu sob um estado de instabilidade, e ele entregou o poder para Yahya Khan, que impôs lei marcial imediatamente. Uma vez entregue o poder a ele em 25 de março de 1969 Yahya herdou o problema constitucional de duas décadas da rivalidade étnica entre os Punjabi, Pachtuns e os Muhajir que dominavam o Paquistão Ocidental e os muçulmanos Bengali do Paquistão Oriental. Além disso, Yahya também herdou o problema de 11 anos de transformar um país governado por um único homem em um país democrático, o que foi a base ideológica do movimento antiAyub de 1968-1969. Durante o ano de 1968, a pressão política executada por Zulfikar Ali Bhutto tinha enfraquecido o Presidente Muhammad Ayub Khan, facilitado pela União Soviética para cessar as hostilidades com Índia. Para facilitar a situação, o Presidente Ayub tentou alcançar um acordo com o Partido Popular do Paquistão (PPP) e a Liga Popular de Bangladesh (Liga Awami), mas não teve sucesso. Com pouca saúde, o presidente Ayub anulou sua própria constituição e renunciou da presidência.
Em 24 de Março de 1969, o presidente Ayub direcionou uma carta para o General Yahya Khan, convidando ele a lidar com a situação, dizendo que estava "além da capacidade do governo(civil) para lidar com a situação... Complexa." Em 26 de março de 1969, o General Yahya apareceu na televisão nacional e anunciou a colocação de uma lei marcial a todo o país. A constituição de 1962 foi revogada, o parlamento dissolvido, e os oficiais civis de Ayub foram demitidos. Em seu primeiro discurso, Yahya declarou: "Eu não vou tolerar desordem. Deixem todos em seus lugares."

### Conselho de Segurança Nacional e LFO
O presidente Yahya sabia muito bem da situação do país e decidiu dar mudanças para o mesmo. Suas primeiras iniciativas se direcionaram a fundar o Conselho de Segurança Nacional com o general Ghulam Omar sendo o seu primeiro administrador. Esse conselho foi fundado para analisar e preparar soluções para os problemas políticos e de segurança nacional do país.
Em 1969, o presidente Yahya promulgou o Legal Framework Order que desestabilizou o programa de unidade onde foi formado o Paquistão Ocidental. Em vez disso, a ordem de 1970 consequentemente removeu o prefixo ocidental em vez de adicionar Paquistão. O decreto não teve nenhum efeito no Paquistão Oriental. Depois disso, o Presidente Yahya anunciou que iria organizar eleições em 1970, e nomeou o juiz Abdus Sattar como Comissário chefe eleitoral do Paquistão. Mudanças foram feitas pelo presidente Yahya para fazer o país uma democracia parlamentar.

## Últimos dias do Paquistão Oriental

### Eleições gerais de 1970
Em 28 de julho de 1969, o Presidente Yahya organizou eleições que foram feitas em dezembro de 1970. As eleições gerais foram feitas em todo o país. No Paquistão oriental, a Liga Popular de Bangladesh, liderada por  Mujibur Rahman, ganhou quase todo o mandato, mas nenhum assento em nenhuma das quatro províncias do Paquistão ocidental. A Partido Popular do Paquistão (PPP) ganhou o mandato exclusivo nas quatro províncias do Paquistão, mas nenhuma no Paquistão oriental. A Liga Muçulmana do Paquistão (PML) liderado por Nurul Amin foi o único partido a ter representações por todo o país, mesmo que tenha falhado em ganhar o governo. A Liga Awami teve 160 assentos, todos do Paquistão oriental; o socialista PPP conseguiu 81; o conservador PML conseguiu  10 assentos na assembleia nacional. O resultado das eleições mostraram com clareza a situação política do país: a divisão do eleitorado paquistanês entre fronteiras regionais e a polarização política do país entre os dois estados, Paquistão Ocidental e Paquistão Oriental.
Em termos políticos, mostram o Paquistão como uma nação que ficou dividida com os resultados. Série de conversações bilaterais entre o PPP e Mujibur Rahman foram incapazes de chegar a um acordo de transferência aos representantes do Paquistão Oriental sobre a base do programa de seis pontos. No Paquistão, o povo sentiu que a agenda de seis pontos foi um passo para a secessão. Em relatórios recentes da mídia, dizem Mujib reuniu diplomatas indianos em Londres de acordo com a sua filha em 1969, de onde ele concordou em se separar do Paquistão.

### Genocídio no Paquistão Oriental
O problema político permanecia entre a Liga Awami, o PPP, e o governo militar após as eleições de 1970. Durante esse período, Yahya começou a coordenar muitas reuniões com seus estrategistas sobre o problema do Paquistão oriental. Em 25 de março de 1971, o Presidente Yahya iniciou a Operação Holofote com o objetivo oficial de restaurar o controle do governo. Parcialmente bem-sucedida, a situação no Paquistão Oriental estava piorando e não poderia mais ser amenizado. A agitação se transformou em insurgência e os cidadãos Bengali das forças armadas do Paquistão desertara e formaram as Mukti Bahini junto com as pessoas comuns.
A Operação Holofote de Yahya foi uma pacificação militar planejada pelas forças armadas do Paquistão para conter o movimento nacionalista bengali em Março de 1971. Ordenada pelo governo do Paquistão, isso foi visto como uma sequência para a Operação Blitz que havia sido lançada em novembro de 1970.
O plano original visava tomar o controle das principais cidades em 26 de março de 1971, e depois eliminar toda a oposição, política ou militar, dentro de um. O prolongamento da resistência Bengali não foi antecipado pelos planejadores paquistaneses. A maior fase da Operação Holofote terminou com a aquisição da última grande cidade nas mãos dos Bengali em maio.
O número total de pessoas mortas não é totalmente conhecido. As autoridades de Bangladesh dizem que 3 milhões de pessoas foram mortas, enquanto a Comissão Hamoodur Rahman, uma investigação oficial do governo do Paquistão, diz que o número de mortes foi de 26 mil. De acordo com o Sarmila Bose, entre 50 e 100 mil combatentes e civis foram mortos dos dois lados do conflito. Uma publicação do British Medical Journal de  2008 feito por Ziad Obermeyer, Christopher J. L. Murray, e Emmanuela Gakidou estima que mais de 269 mil civis morreram devido ao conflito; o autor ressalta que esse número é muito mais alto que a estimativa de 58 mil da Universidade de Uppsala e do Peace Research Institute em Oslo. De acordo com Serajur Rahman, a estimativa oficial do governo de Bangladesh que estimava "3 lahks" (300 mil) foi traduzido em inglês (pesquisa original) para 3 milhões.

### Papel dos Estados Unidos

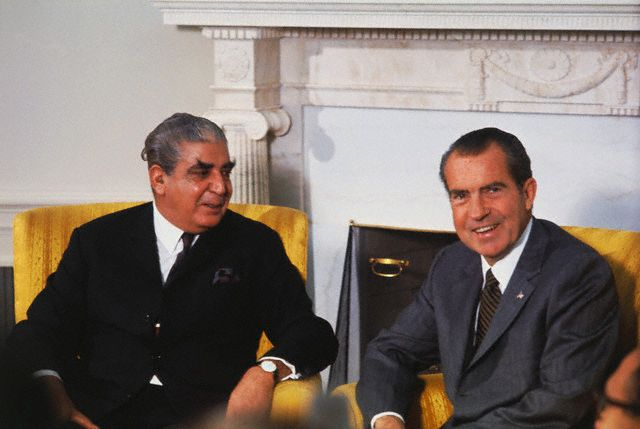
Yahya e o Presidente dos Estados Unidos, Richard Nixon

Os governo dos Estados Unidos tem sido um grande patrocinador do governo militar do presidente Yahya, como nota-se em uma fonte escrita por Gary Bass no livro "The Blood Telegram": "O Presidente Nixon gostava de poucas pessoas, mas ele gostava do General Yahya Khan." Iniciativas pessoais do presidente Yahya ajudaram a estabelecer as relações entre Estados Unidos e China, as quais seriam o motivo para a viagem de Nixon a China em 1972.
Desde 1960, o Paquistão era considerado um aliado americano contra o avanço do Comunismo na Guerra Fria. Os Estados Unidos apoiaram com cautela o Paquistão em 1971, porém o congresso aprovou um embargo de armas contra o país. Em 1970, a Índia possuía uma economia socialista e formou uma aliança com a União Soviética.
Dizem que Nixon escreveu várias mensagem para o presidente Yahya, pedindo a ele para restringir o uso do exército paquistanês. O seu objetivo era evitar uma guerra e salvar os interesses do Paquistão, ao mesmo tempo, ele temia que ocorresse uma invasão da Índia ao Paquistão, o que levaria a uma dominação indiana no subcontinente e ao fortalecimento da União Soviética. Além disso, o Presidente Yahya temia que a independência de Bangladesh levasse a desintegração do Paquistão. O apoia indiano aos Bengalis levou a guerra entre os dois países.
Em 1971, Richard Nixon se encontrou com a primeira ministra indiana Indira Gandhi e dizem que ele não acreditou em seus argumentos de que não invadiria o Paquistão; Nixon não confiava nela, chegou a se referir a ela como "bruxa velha". Ouve-se de testemunhas que Nixon fez propostas específicas para a Primeira Ministra Gandhi em uma solução para a crise, algumas rapidamente aceitas, como a retirada mutua das tropas na fronteira indo-paquistanesa. Nixon também expressou um desejo de que houvesse um limite para a acomodação política no Paquistão Oriental. Nixon garantiu que a Índia poderia contar com os Estados Unidos para aliviar a crise por um período. Mas, Gandhi não respondeu as propostas. Kissinger disse que "Ela escutou o que seria uma das maiores apresentações de Nixon com indiferença" e que "não pegou nenhum dos pontos". Jayakar aponta que Gandhi escutou Nixon "Sem um único comentário, criando um espaço em que nenhum contato foi possível." Ela também não garantiu que a Índia seguiria a vontade do Paquistão caso o exército fosse retirado da fronteira."
No dia 3 de dezembro, o exército atacou a Força Aérea Indiana e Gandhi retalhou, com o exército indiano no Paquistão Oriental. Nixon fez uma declaração culpando o Paquistão por iniciar o conflito e a Índia por "confirmá-lo", já que ele era a favor de um cessar fogo. Dizem que os Estados Unidos secretamente encorajaram o envio de equipamentos militares do Irão, Turquia, e Jordânia para o Paquistão, reembolsando esses países apesar da oposição do congresso. Os Estados Unidos usaram da ameaça de cortes a ajuda para fazer com que o Paquistão recuasse e ao mesmo tempo continuou enviando ajuda militar a Islamabad prevenindo que a Índia fosse invadir maiores territórios do país. As forças do exército paquistanês no Paquistão Oriental se renderam em 16 de dezembro de 1971 fazendo com que se criasse o estado independente de Bangladesh.

### Queda do poder
Quando as notícias da rendição do exército do Paquistão na parte Oriental alcançaram a televisão nacional, a espontânea e esmagadora raiva da opinião pública a respeito da derrota do Paquistão para o exército indiano e os rebeldes de Bangladesh se seguiu na divisão do Paquistão em duas partes. Rumores de um golpe de estado organizado por militares mais jovens fizeram com que Yahya se tornasse a mais alta causalidade da guerra: para evitar revoltas futuras, em 20 de dezembro de 1971 ele entregou a presidência e o governo do país para Zulfikar Ali Bhutto, o ambicioso líder do poderoso Partido Popular.

Apenas horas após Yahya deixar o poder, o presidente Bhutto reverteu a decisão do tribunal das forças armadas contra Mujibur Rehman e o libertou para que vivesse em Londres. O presidente Bhutto também assinou ordens para manter Yahya sob prisão domiciliar.